# NGC 4104
NGC 4104 is een lensvormig sterrenstelsel in het sterrenbeeld Hoofdhaar. Het hemelobject werd op 11 april 1785 ontdekt door de Duits-Britse astronoom William Herschel.

## Synoniemen
- UGC 7099
- MCG 5-29-16
- ZWG 158.24
- IRAS12040+2827
- PGC 38407